# Setra S 415 HDH
Setra S 415 HDH er en busmodel fra Setra, som blev introduceret i 2002.
Modellen har 51 siddepladser, og er forsynet med en dieselmotor fra Mercedes-Benz, som fås i to effekttrin, 428 og 503 hk.

## Beslægtede modeller
Setra S 415 har to næsten identiske søstermodeller:
- Setra S 416 HDH: Variant med 55 siddepladser
- Setra S 417 HDH: Variant med 59 siddepladser